# Dyscinetus martinezi
Dyscinetus martinezi är en skalbaggsart som beskrevs av Joly och Hermes E. Escalona 2002. Dyscinetus martinezi ingår i släktet Dyscinetus och familjen Dynastidae. Inga underarter finns listade i Catalogue of Life.